# 李垣 (1879年)

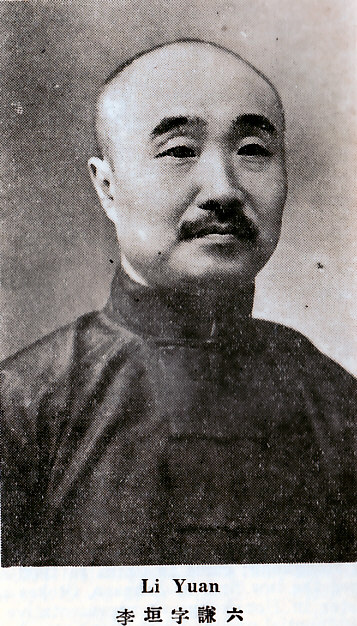
李垣

李垣（1879年—20世纪？），字謙六，直隷省順天府大興縣人，中華民国大陸時期政治人物。後参加冀東防共自治政府。

## 生平
他早年畢業於北京同文館。最初他赴東三省任職，歷任吉林交涉局提調、哈尔滨鉄路交涉局提調。此後他到俄國圣彼得堡国立大学留学。畢業後，他在駐俄罗斯公使館任通譯官。中華民国成立後，他任北京政府国務院法制局編譯員。1913年（民国2年）他任法制局佥事。翌年他署理法制局参事。
此後，李垣在外蒙古任職。1918年（民国7年）3月他任南恰克圖佐理員。1920年（民国9年）7月，因徐樹錚辞任，他兼護理西北籌邊使。同年9月，他改任唐努烏梁海参贊。12月，他改任科布多参贊。1921年3月，庫烏科唐鎮撫使陳毅被亞洲騎兵師的蒙古與白俄聯合部隊擊敗，遂被北京政府罷免，由李垣兼代理庫烏科唐鎮撫使。此外，在外蒙古期間他歷任外蒙冊封副使、蒙疆經略使署左参贊等。在蘇俄支援下蒙古人民革命勝利，蒙古國於1922年（民国11年）將滯留在外蒙古的中國官員全部驅逐，李垣的地位頓失。
1925年（民国14年）他任善後会議会員。7月他任臨時参政院参政。翌年9月他任京兆尹兼北京市長。1927年（民国16年）他辞職。1933年2月，满洲国在苏联赤塔新建领事馆，并他任该领事。1935年（民国24年）11月殷汝耕的冀東防共自治委員会（翌月改稱冀東防共自治政府）成立，李垣参加，任貨物査檢所長。1936年冀東防共自治政府与满洲国互访，李垣作為满洲国专使到通县访问。
后因仕途不顺，李垣弃官从商，但并不得志，家道开始没落。其子李家瑞是一名環境科学家，曾任中国环境科学学会常务理事、冶金部安环司总工程师等职。